# Schiavetti lamiere forate
Schiavetti Lamiere forate è un’azienda italiana operante nel settore della metallurgia, fondata a Genova nel 1861, e oggi situata a Stazzano (AL). 
È specializzata nella produzione di lamiere forate, lamiere bugnate e profili metallici.

## Storia
Il fondatore, Daniele Schiavetti, avviò un’attività artigiana di lavorazione del filo metallico per la realizzazione di gabbie per animali negli anni in cui le famiglie genovesi più abbienti compravano animali esotici per le loro abitazioni private. Le gabbie venivano utilizzate per la cattura e il trasporto via nave.
Nel 1900 dalla Daniele Schiavetti nasce la Felice Schiavetti & figli SpA e nel 1923 viene avviata la produzione di lamiera forata.
Nel corso degli anni la produzione si adattò al cambiamento storico/sociale italiano, trasformandosi da bottega ad industria, e dotandosi di macchinari ad alta efficienza per la lavorazione del metallo nelle varie forme.
Nel 1943 Felice Schiavetti abbandonò Genova Cornigliano, città d’origine della famiglia, per spostarsi nell’entroterra, alle porte della Val Borbera con l’intenzione di evitare i bombardamenti che colpirono ripetutamente la città ligure durante la Seconda Guerra Mondiale.
Nel 1955 viene acquistata la prima linea di foratura a passata totale da rotolo e nel 1958 viene avviata la produzione di lamiera stirata. Nel 1962 la Schiavetti partecipa alla fondazione dell’Europerf.
Nel 1964 viene realizzato lo stabilimento di Stazzano (Alessandria), attuale sede produttiva e legale dell’azienda. 
Nel 1976 viene avviata la produzione di reti in acciaio ad alta resistenza SOVATEC.
Nel 1993 Schiavetti si divide in 4 aziende: SCHIAVETTI LAMIERE FORATE, RGS, SOVATEC e TELEMETALLICHE. Nel 2003 si avvia la produzione di reti in poliuretano. 
Nel 2008 Schiavetti Lamiere forate acquisisce la Profilati Leggeri Cogoleto, specializzata nella produzione di profilati in metallo. Dal 2009 produce anche tubi perforati.
Nel 2019 Schiavetti Lamiere forate dà lavoro ad oltre 70 dipendenti tra operai ed impiegati, operando in Italia e all'estero.

## Settori di mercato
I prodotti realizzati da Schiavetti hanno molteplici impieghi in diversi settori industriali:
- Agricoltura (macchinari agricoli, essiccatoi, filtrazione, piani di vagliatura)
- Automotive (Elementi estetici e funzionali come mascherine di auto, camion, trattori, marmitte)
- Sicurezza(Piani antisdrucciolo Aderstop e recinzioni, carter di protezione per le macchine utensili)
- Insonorizzazione (pannelli per barriere fonoassorbenti stradali e ferroviarie)
- Filtrazione (per il trattamento dell’aria, dell’acqua, degli olii e dei prodotti chimici)
- Elettrodomestici (filtri per lavastoviglie, cestelli per lavatrici, pannelli per forni a microonde)
- Industria alimentare (vassoi per forni industriali, tecnica del freddo, cestelli per friggitrici, presse per frutta e verdura, cuocipasta)
- Edilizia (facciate, coperture, controsoffitti, scale, soppalchi)
- Arredamento (complementi d’arredo urbano, panchine, mobili da giardino)
- Cantieri navali (passerelle, portacavi, scale, piattaforme)

## Realizzazioni
Tra le più importanti realizzazioni Schiavetti:
- Produzione di Lamiere forate in alluminio destinate al rivestimento dell’Ospedale San Gerardo di Monza[1]
- Produzione di Lamiere forate in acciaio inox per la riqualificazione della Stazione Marittima del Porto di Genova[2]
- Lamiere stirate per le due torri di San Benigno (GE-Sampierdarena)[3]